# Hanne Baekelandt
Hanne Baekelandt (°1987) werd op 20-jarige leeftijd winnares van het eerste seizoen van het Belgische televisieprogramma Topmodel. Ze werd gekozen door een zeskoppige jury en Marc Dochez van Dominique models.

## Biografie
Hanne woont in het Oost-Vlaamse Sint-Amandsberg en heeft West-Vlaamse roots. Hanne studeerde politieke wetenschappen aan de Universiteit Gent, waarna ze gevraagd werd mee te doen met het programma Topmodel.
Met haar overwinning kreeg ze een contract bij Dominique models van 25.000 euro, een campagne voor cosmeticagigant L'Oréal en een covershoot voor het magazine Glam*it.